# Die Braak

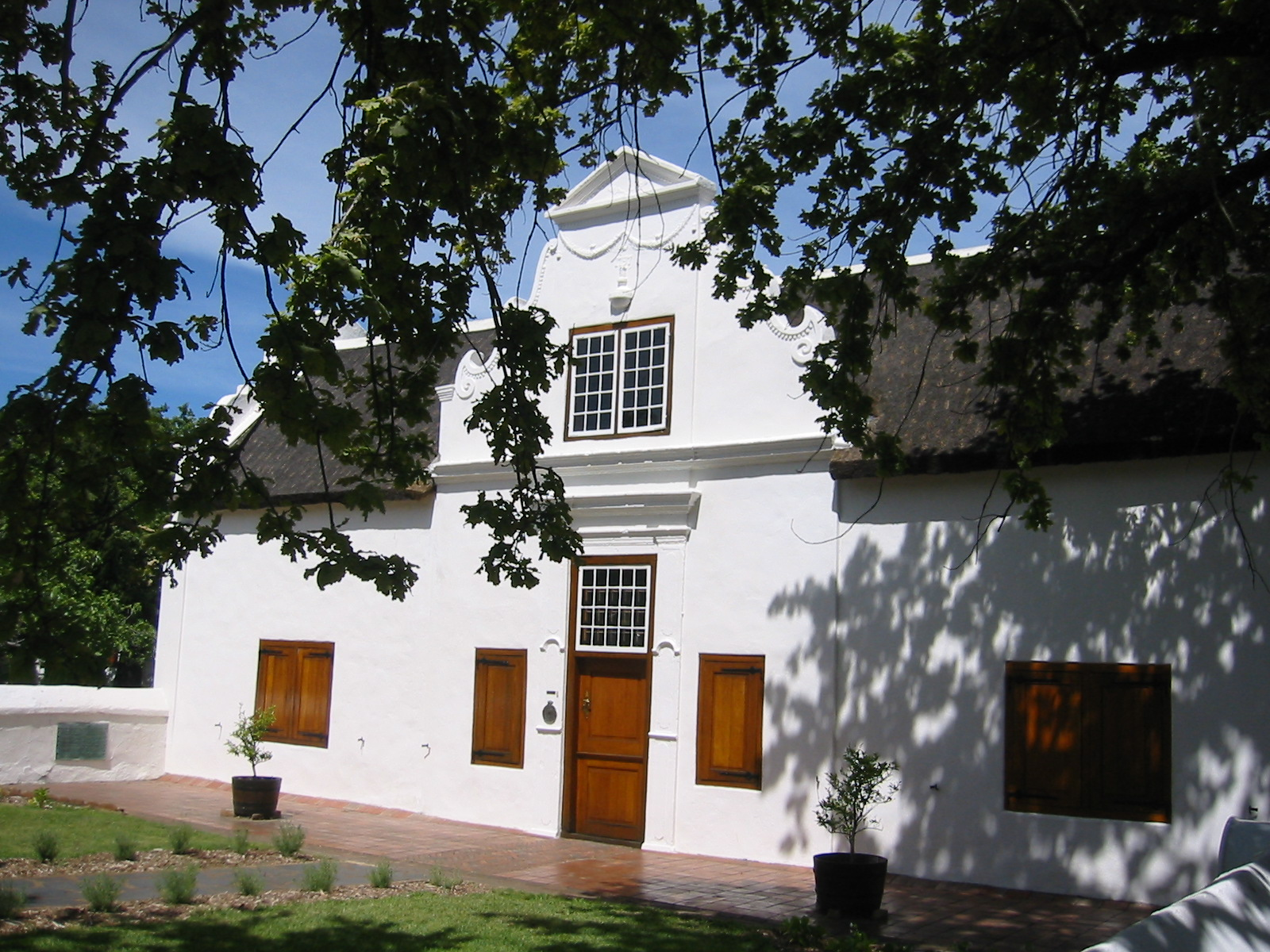
Burgerhuis an Die Braak

Die Braak ist der zentrale Platz der südafrikanischen Stadt Stellenbosch. Um ihn herum liegt eine Vielzahl historisch bedeutsamer Gebäude, deren weiße Fassaden ihm seine klassizistische Prägung geben.
Ursprünglich wurde der Platz um das Jahr 1703 als Übungsgelände der Bürgerwehr der Orte Stellenbosch und Drakenstein angelegt. Zwischenzeitlich trug er auch die Namen Koningsplein und Adderley Square.
Um den Begehrlichkeiten nach Bebauung einen Riegel vorzuschieben, wurde 1908 ein offizieller Beschluss gefasst, dass der Platz „für die Freiheit und das Wohl der Einwohner“ seinen offenen Charakter behalten müsse.   
Koordinaten: 33° 56′ 12,8″ S, 18° 51′ 31,7″ O